# Manderbach Fahrzeugbau
Die Firma Manderbach Fahrzeugbau in Wissenbach (Dillkreis) produzierte von 1949 bis 1956 leichte Lkw.

## Vorgeschichte
Im Jahr 1899 gründete Louis Manderbach in Wissenbach bei Dillenburg einen Handwerksbetrieb und stellte 30 Jahre lang Pferdefuhrwerke her. Mit dem Bau von Lieferwagen begann Manderbach erst 1926, wobei zunächst dreirädrige Lieferwagen produziert wurden. Der vordere Teil des Wagens bestand aus einem halben Motorrad (Vordergabel und Motor), hinten war eine Pritsche auf einer Achse mit zwei Rädern aufgebaut.

## Nutzfahrzeugbau

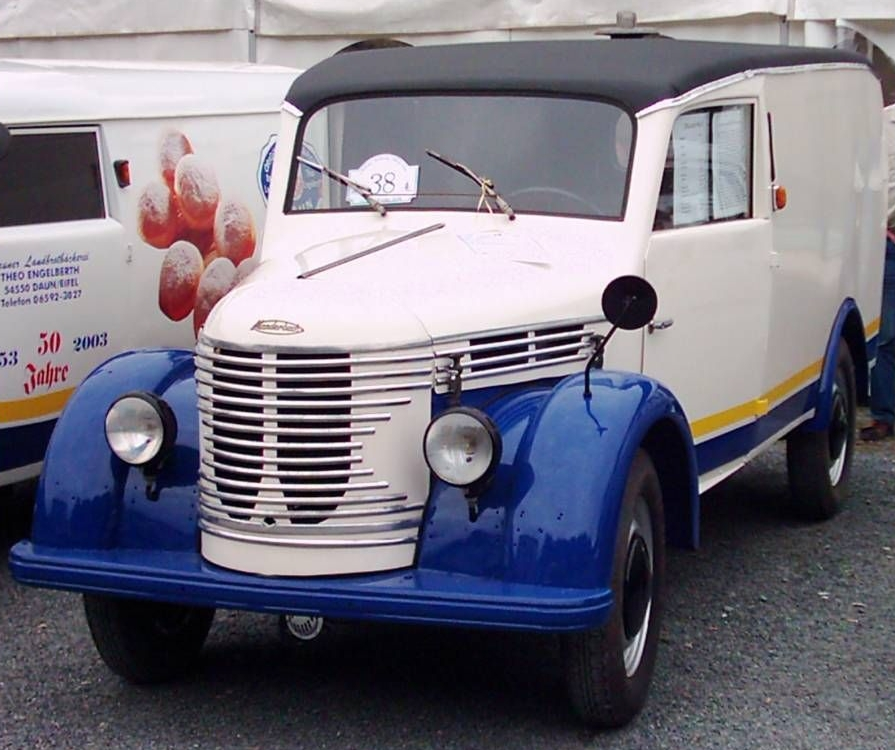
Manderbach Kastenwagen

In den 1930er Jahren wurde eine Zusammenarbeit mit dem Nutzfahrzeughersteller Framo in Sachsen vereinbart. Diese stellte ähnliche drei- und vierrädrige Nutzfahrzeuge her. Manderbach montierte die Framo-Fahrzeuge bis zum Zweiten Weltkrieg. Im Jahr 1949 baute Manderbach wieder eigene Lieferwagen, wobei die Konstruktion von Framo beibehalten wurde.
Manderbach wollte die luftgekühlten DKW-Einbaumotoren mit Frontantrieb anbieten, die aber zu der Zeit für ihn nicht zur Verfügung standen. Er konnte auf den 1,2-Liter-Motor vom Ford Taunus ausweichen. Nach dem Tod von Louis Manderbach im Jahr 1949 übernahm sein Sohn die Firma. Im Jahr 1954 musste die Firma Vergleich anmelden, der Nutzfahrzeugbau wurde 1956 eingestellt. Von 1945 bis 1956 sind insgesamt 598 Pritschen- und Kastenwagen hergestellt worden. Bis 1960 konnte Manderbach noch Karosseriebau betreiben.